# Möringen
Möringen ist ein Ortsteil der gleichnamigen Ortschaft der Hansestadt Stendal im Landkreis Stendal in Sachsen-Anhalt, (Deutschland).

## Geographie

### Lage
Möringen, ein Straßendorf mit Kirche, das frühere Groß Möringen, liegt etwa 8 Kilometer westlich der Kernstadt von Stendal in der Altmark. Südlich des Dorfes strömt die Uchte nach Osten. Das Gelände um Möringen ist leicht hügelig und steigt nördlich und südlich der Uchte allmählich um rund 15 Meter an.
Nachbarorte sind Klein Möringen im Nordwesten, Schönfeld im Norden, Wahrburg und Stendal im Osten, Tornau und Döbbelin im Südosten, der Bahnhof Möringen und Insel im Süden.

### Ortschaftsgliederung
Die Ortschaft Möringen bildet sich durch die Ortsteile Möringen (ehemals Groß Möringen) und Klein Möringen.

## Geschichte

### Mittelalter bis Neuzeit
Das heutige Dorf entstand aus einer Vorgängersiedlung um die Kirche herum zusammen mit einem großen Gut.
Nach einer Urkunde aus dem Jahre 1200 gehörten dem Grafen Albrecht von Osterburg in Moringe 4 Hufen Landes. Am Rand der Urkunde steht magna Moringe. Im Jahre 1201 wird als Ergänzung in einer Urkunde Morungen prope Stendal, slauitica villa postea deserta facta aufgeführt, übersetzt: „Morungen bei Stendal, der slawische, später wüste Ort“. 1238 wurden Duo Moringen majus et minus erwähnt, also beide Möringen, Groß und Klein. Sie gehörten zum Besitz des Grafen Siegfried von Osterburg in der Altmark, mit dem Siegfried vom St. Ludgerikloster Helmstedt belehnt worden war und den er 1238 dem Abt Gerhard von Werden und Helmstedt überschrieb. Im Landbuch der Mark Brandenburg von 1375 wird das Dorf als Grote Moringhen aufgeführt. Weitere Nennungen sind 1687 Grossen Möring und 1804 Dorf und Gut Groß Möhringen mit Schmiede, Windmühle, einem Leineweber und einem Rademacher.
Am 2. August 1902 wurde die amtliche Schreibweise für die Landgemeinde und den Gutsbezirk auf Groß-Möringen festgelegt.
Eine Postsäule ist bis heute erhalten geblieben. Die erste Schule wurde 1907 in Möringen gebaut. Als 1974 ein neues Schulgebäude entstand, zog die Kindertagesstätte „Kinderland“ in das alte Gebäude. Im Jahre 2001 feierte Möringen sein 800-jähriges Bestehen. Neben kleinen Gewerbebetrieben prägt heute die Landwirtschaft, die sich unter anderem auf die Saatzucht spezialisiert hat, das Bild Möringens.

### Herkunft des Ortsnamens
Heinrich Sültmann meint, der Ortsname weist durch die Endung „-ingen“ auf eine Nordschwabengründung hin und bedeutet „Siedlung am Moor“ der vorüberfließenden Uchte.
Ortsnamen auf -ingen sind fränkische Entsprechungen der gallischen personenbezogenen, besitzanzeigenden Ortsendung -iacon. Die Personen, auf die sie sich beziehen, waren in der Regel wohlhabende, lokal einflussreiche Persönlichkeiten. Möringen kann z. B. aus „Gut des Pferdebesitzers“ (siehe germ. *marha-) oder „Gut des Großen“ (siehe germ. *meiur) entstanden sein.

### Wüstung Koblack
In der Gemarkung Möringen liegt etwa zwei Kilometer nördlich vom Dorf Möringen die Wüstung Koblack. Wilhelm Zahn beschreibt im Jahre 1909 die Situation so: „2,10 Kilometer südöstlich von der Haltestelle Schönfeld der Stendal-Salzwedeler-Eisenbahn, 100 Meter nördlich von der Bahnlinie, liegt die Ruine der Kirche auf der Feldflur von Groß Möhringen“.
Das Dorf Koblack wurde 1375 erstmals als Villa Copbelake genannt und 1521 zum letzten Mal als Wüstung. Heinrich Christoph Steinhart berichtete im Jahre 1800: „bey Grossen Möhringen ist die wüste Feldmark Cobelake, vom gemeinen Mann Kobla genannt. Die Grundsteine der Kirche sind noch vorhanden.“ Zur Wüstung ist die Sage Die Glocke von Koblack überliefert.

### Eingemeindungen
Ursprünglich gehörte das Dorf Groß Möringen zum Stendalschen Kreis der Mark Brandenburg in der Altmark. Zwischen 1807 und 1813 lag es im Landkanton Stendal auf dem Territorium des napoleonischen Königreichs Westphalen. Nach weiteren Änderungen gehörte die Gemeinde ab 1816 zum Kreis Stendal, dem späteren Landkreis Stendal.
Am 30. September 1928 wurde der Gutsbezirk Groß Möringen mit der Landgemeinde Groß Möringen zur Landgemeinde Groß Möringen vereinigt.
Am 20. Juli 1950 wurden die bis dahin eigenständigen Gemeinden Groß Möringen und Klein Möringen zur neuen Gemeinde Möringen zusammengeschlossen.
Noch 1959 wurden die beiden Ortsteile Groß Möringen und Klein Möringen in einem Verzeichnis aufgeführt. 1965 bestand die Gemeinde Möringen bereits aus Möringen und Klein Möringen.
Bis zum 31. Dezember 2009 war Möringen eine selbstständige Gemeinde mit dem zugehörigen Ortsteil Klein Möringen.
Durch einen Gebietsänderungsvertrag beschloss der Gemeinderat der Gemeinde Möringen am 22. Juni 2009, dass die Gemeinde Möringen in die Stadt Stendal eingemeindet wird. Dieser Vertrag wurde vom Landkreis als unterer Kommunalaufsichtsbehörde genehmigt und trat am 1. Januar 2010 in Kraft.
Nach der Eingemeindung der bisher selbstständigen Gemeinde Möringen wurden Möringen und Klein Möringen Ortsteile der Stadt Stendal. Für die eingemeindete Gemeinde wurde die Ortschaftsverfassung nach den §§ 86 ff. der Gemeindeordnung Sachsen-Anhalt eingeführt. Die eingemeindete Gemeinde Möringen und künftigen Ortsteile Möringen und Klein Möringen wurden zur Ortschaft der aufnehmenden Stadt Stendal. In der eingemeindeten Gemeinde und nunmehrigen Ortschaft Möringen wurde ein Ortschaftsrat mit acht Mitgliedern einschließlich Ortsbürgermeister gebildet.

### Einwohnerentwicklung
| Jahr               | 1734 | 1772 | 1790 | 1798 | 1801 | 1818 | 1840 | 1864 | 1871 | 1885 | 1892 | 1895 | 1900 | 1905 | 1910 |
| Dorf Groß Möringen | 182  | 225  | 225  | 213  | 261  | 190  | 307  | 428  | 428  | 579  | 593  | 371  | 574  | 520  | 614  |
| Gut Groß Möringen  |      |      | 016  | 020  |      |      |      |      | 038  | 063  |      | 021  |      | 054  |      |

Quelle wenn nicht angegeben:
| Jahr | Einwohner |
| ---- | --------- |
| 1925 | 0725      |
| 1939 | 0677      |
| 1946 | 1055      |
| 1964 | 976       |
| 1971 | 872       |

| Jahr | Einwohner |
| ---- | --------- |
| 1981 | 764       |
| 1993 | 682       |
| 2006 | 797       |
| 2013 | 594       |
| 2014 | 591       |

| Jahr | Einwohner |
| ---- | --------- |
| 2018 | [00]559   |
| 2019 | [00]555   |
| 2021 | [00]547   |
| 2022 | [00]556   |
| 2023 | [0]554    |

## Religion
Die evangelische Kirchengemeinde Möringen, die früher zur Pfarrei Groß Möringen in der Altmark gehörte, wird betreut vom Pfarrbereich Möringen-Uenglingen im Kirchenkreis Stendal im Bischofssprengel Magdeburg der Evangelischen Kirche in Mitteldeutschland.
Die ältesten überlieferten Kirchenbücher für Groß Möringen stammen aus dem Jahre 1633.
Die katholischen Christen gehören zur Pfarrei St. Anna in Stendal im Dekanat Stendal im Bistum Magdeburg.

## Politik

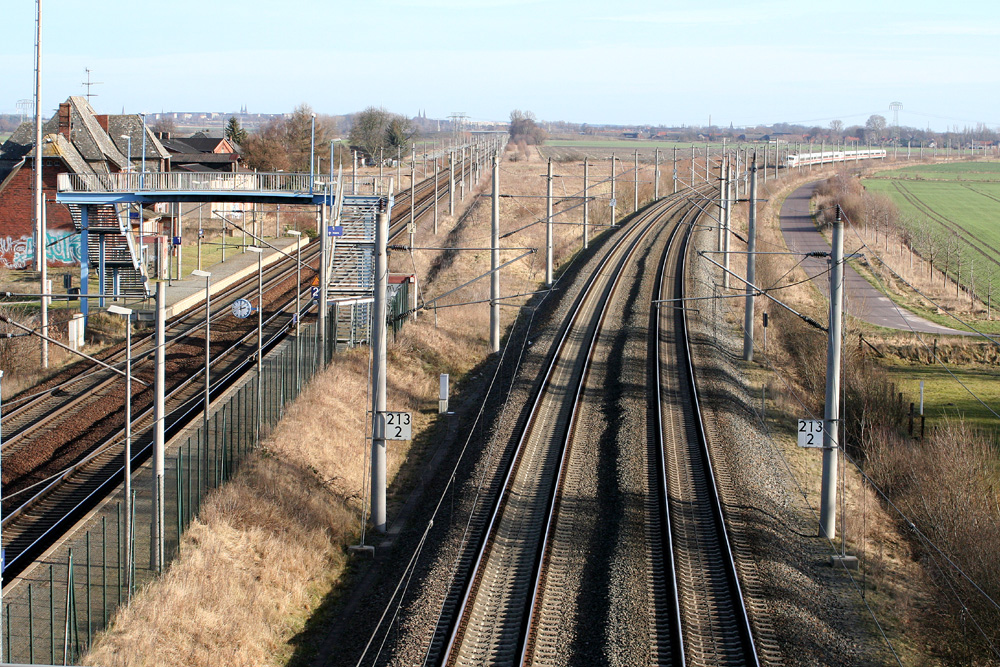
Umfahrung von Stendal an der Bahnstrecke Hannover–Berlin bei Möringen

### Ortsbürgermeisterin
Christina Jacobs ist Ortsbürgermeisterin der Ortschaft Möringen. Sie war auch die letzte Bürgermeisterin der Gemeinde Möringen.

### Ortschaftsrat
Bei der Ortschaftsratswahl am 9. Juni 2024 errang die Wählergemeinschaft „Wir für Möringen/Klein Möringen“ alle 8 Sitze. Gewählt wurden 5 Männer und 3 Frauen. Von 549 Wahlberechtigten hatten 377 ihre Stimme abgegeben, die Wahlbeteiligung betrug damit 68,67 Prozent.

## Kultur und Sehenswürdigkeiten

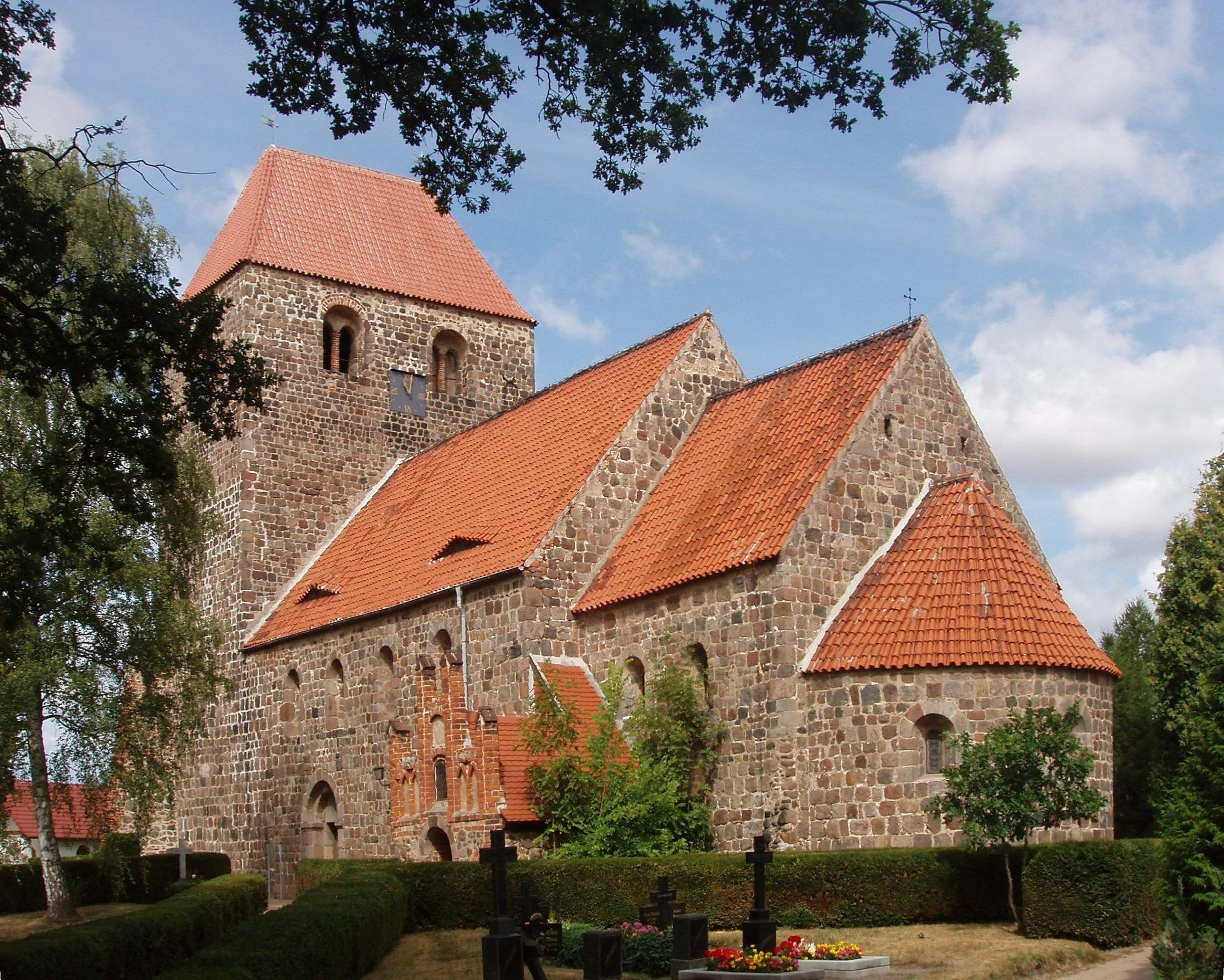
Evangelische Dorfkirche St. Leonhard in Möringen

- Die evangelische Dorfkirche Groß Möringen an der alten Heerstraße nach Stendal ist ein Feldsteinbau aus der ersten Hälfte des 12. Jahrhunderts.[37] Eine dendrochronologische Untersuchung einer Probe mit Waldkante des Eichen-Dachwerkes des Kirchenschiffs lieferte ein Fälldatum um etwa 1171.[38]
- Der Ortsfriedhof ist auf dem Kirchhof.
- Das Sandsteinkreuz von Groß Möringen steht gut sichtbar am östlichen Ortsausgang auf dem Windmühlenberg. Als Entstehungszeit wird das 15. Jahrhundert vermutet. Es war bereits vor 1945 zerbrochen. Die Bruchstücke des Kreuzes waren danach viele Jahrzehnte auf dem Pfarrgrundstück eingelagert worden.[39] In einer Sage wird darüber berichtet.

### Gedenkstätten
- Vor der Schule an der Dorfstraße steht ein Gedenkstein von 1975 zur Erinnerung an Opfer und Kämpfer gegen Imperialismus und Krieg.
- Im Pfarrgarten vor der Kirche steht eine Gedenkanlage für die Gefallenen des Ersten Weltkriegs, einzelne geschnitzte Eichenholzkreuze mit Namen im Halbkreis um ein großes Kreuz mit Eisernem Kreuz und Inschrift in der Mitte.[40][13]

## Verkehr
- Zwei Kilometer südlich von Möringen führt die Bundesstraße 188 (Burgdorf – Wolfsburg – Stendal – Rathenow) vorbei.
- Es verkehren Linienbusse und Rufbusse von stendalbus.[41]

Der Möringer Bahnhof liegt an der Bahnstrecke Berlin–Stendal–Hannover und wird meist im Stundentakt von Regionalbahnen (Linie RB 35) in Richtung Stendal und Wolfsburg bedient. Unweit des Nachbarortes Klein Möringen befindet sich zudem der Haltepunkt Steinfeld (b Stendal) an der Bahnstrecke Stendal–Uelzen.

## Sagen aus Groß Möringen

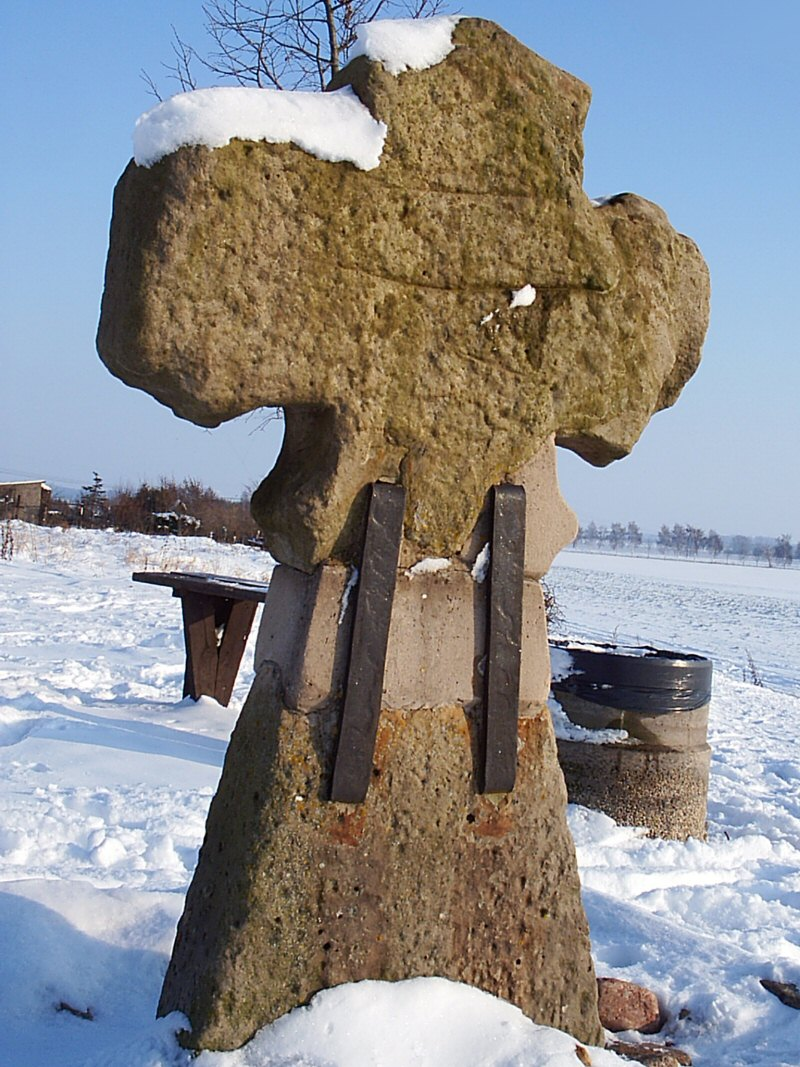
Steinkreuz auf dem Mühlenberg

### Das Möringer Steinkreuz
Die Sage berichtet: Das Kreuz wurde zum Gedenken an einen dort erschlagenen Glockengießer errichtet. Meister und Geselle waren in Streit geraten, und einer hatte den anderen erstochen. Beckmann schilderte diese Sage im Jahre 1753, Heinrich Christoph Steinhart im Jahre 1800, Jodocus Temme überlieferte 1839 die Sage als Das steinerne Kreuz bei Großen-Möhringen, Hanns H. F. Schmidt erzählte 1994 sie unter dem Titel „Vom Möringer Steinkreuz“.

### Die Glocke von Koblack
Heinrich Christoph Steinhart berichtete im Jahre 1800: Eine Sau hatte am Gemäuer der alten Kirche von Koblack ein Loch gewühlt und ihre Jungen darin geworfen. Der Kessel stellte sich als Kirchenglocke heraus. Die Domgemeinde in Stendal beanspruchte die Glocke daraufhin und wollte sie mit einem Gespann von 16 Pferden abtransportieren lassen, was misslang. Einem Bauern gelang es, mit einem Wagen mit nur 8 Pferden die Glocke nach Groß Möringen zu bringen. Im Jahre 1865 schilderte August Höpfner die Sage als Gedicht „Recht vor Macht“. Alfred Pohlmann zitiert in 1901 die Sage wörtlich nach Angaben vom Pastor Karl Schapper aus Groß Möringen. Der identische Text findet sich 1908 im Altmärkischen Sagenschatz.

## Persönlichkeiten
- Rudolf Gottfried Christian Iffland (* 17. Dezember 1788 in Groß Möringen; † 8. November 1857 in Berlin), preußischer Generalmajor
- Karl Schapper (* 27. August 1879 in Groß Möringen; † 1. Februar 1941), christlicher Widerstandskämpfer gegen den Nationalsozialismus, ermordet in Berlin-Plötzensee
- Helmut Schapper (* 1. August 1891 in Groß Möringen; † 20. April 1976 in Döllnitz), evangelischer Theologe, Propst der Altmark